# Николковский сельский совет
Николковский сельский совет (укр. Микілківська сільська рада) — входит в состав
Котелевского района
Полтавской области
Украины.
Административный центр сельского совета находится в 
с. Николка.

## Населённые пункты совета
- с. Николка
- с. Гетманка
- с. Зайцы
- с. Терны
- с. Шевченково